# Sénoudébou
Sénoudébou est une localité du Sénégal oriental, située à proximité de Nayé, à la frontière avec le Mali.

## Histoire

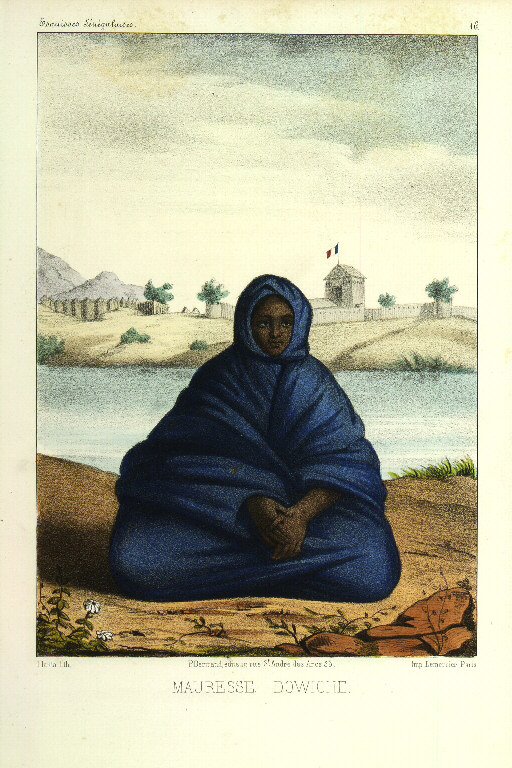
Mauresse au bord de la Falémé, avec, à l'arrière-plan, le fort français de Sénoudébou (aquarelle de l'abbé Boilat, 1853)

La construction du fort de Sénoudébou est achevée en 1845.
En 1846 le captaine Parent fait figure de pionnier en signalant le site de Sénoudébou à une communauté archéologique internationale jusque-là peu concernée par les vestiges du continent africain.

## Administration
Le village fait partie de la commune de Belle dans le département de Bakel (région de Tambacounda.

## Géographie
Senoudebou se trouve au pied d'une colline, au bord de la Falémé, un important affluent du fleuve Sénégal.
Les localités les plus proches sont Boubia, Guita et Debou Fadela.

### Population
Selon les chiffres du PEPAM (Programme d'eau potable et d'assainissement du Millénaire), le village compte 1 864 habitants et 202 ménages.